# Palenciana
Palenciana è un comune spagnolo di 1 562 abitanti situato nella comunità autonoma dell'Andalusia.

## Geografia fisica
Il comune è attraversato dal fiume Genil.